# Rumjana Nejkova
Rumjana Dimitrova Džadžarova, Nejkova (in bulgaro Румяна Димитрова Джаджарова-Нейкова?; Sofia, 6 aprile 1973), è una canottiera bulgara, vincitrice di tre medaglie olimpiche nel singolo: argento a Sydney 2000, bronzo a Atene 2004 e d'oro a Pechino 2008.

## Palmarès
- Olimpiadi

Sydney 2000: argento nel singolo.
Atene 2004: bronzo nel singolo.
Pechino 2008: oro nel singolo.
- Campionati del mondo di canottaggio

1999 - St. Catharines: bronzo nel singolo,
2002 - Siviglia: oro nel singolo.
2003 - Milano: oro nel singolo.
2005 - Kaizu: argento nel 2 di coppia.
2007 - Monaco di Baviera: argento nel singolo.
2009 - Poznań: bronzo nel 2 di coppia.